# بیچ گرو (ایندیانا)
بیچ گرو، ایندیانا (به انگلیسی: Beech Grove, Indiana) یک شهر در ایالات متحده آمریکا با جمعیت ۱۴٬۱۹۲ نفر است که در ایندیانا واقع شده‌است.

## موقعیت جغرافیایی
موقعیت جغرافیایی شهرها و مناطق اطراف به شرح زیر است: